# Tecumsehs de Toronto
Pour les articles homonymes, voir Tecumseh (homonymie).
Les Tecumseh de Toronto également surnommés les Indiens sont une équipe de hockey sur glace des années 1910 en Amérique du Nord. L'équipe joue dans l'Association nationale de hockey pour la saison 1912-1913 avant de devenir les Ontarios de Toronto.

## Historique du club

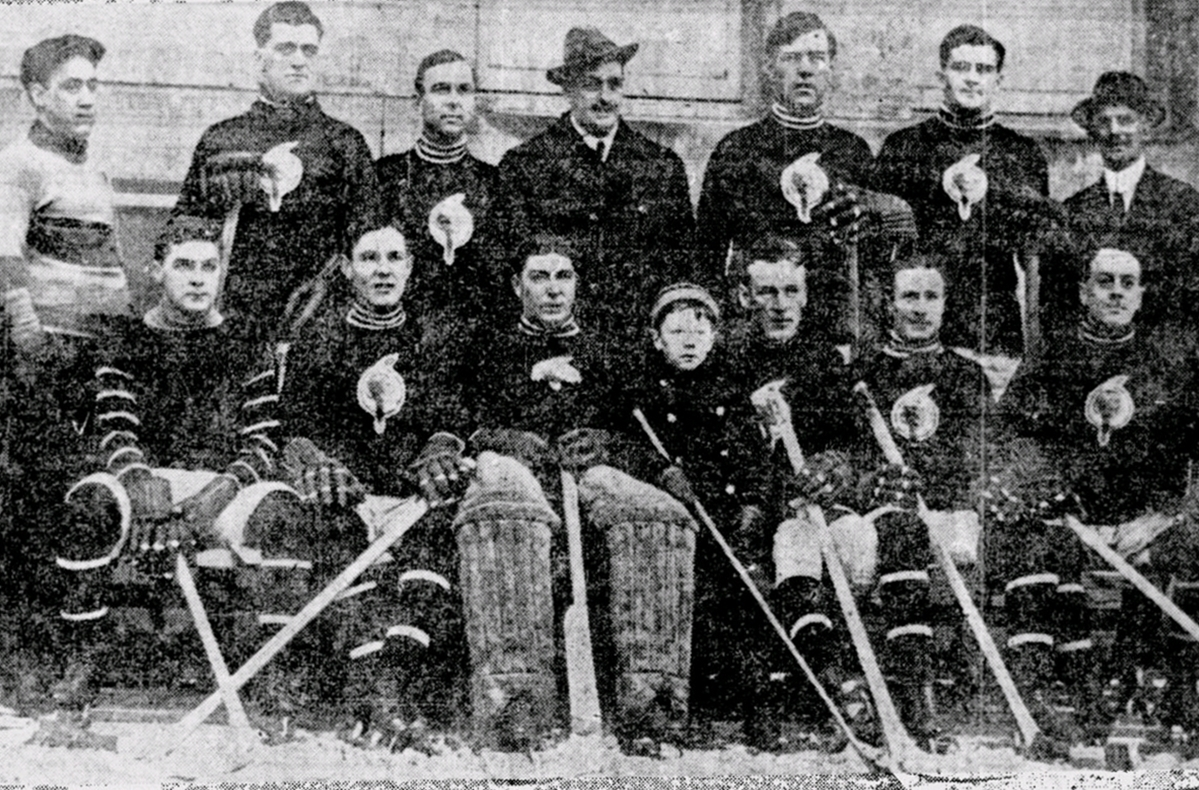
La première équipe des Tecumsehs team.
Debout (de gauche à droite) : Tom Daly (entraîneur), George McNamara, Horace Gaul, Cap Williams, Con Corbeau, Howard McNamara, Billie Pop. Assis : Alex Nicholson, Teddy Oke, W. Nicholson (manager), la mascotte, Art Throop, Fred Strike, Ernie Liffiton.

L'Association nationale de hockey est créée à la fin de l'année 1909 sans aucune équipe de ville de Toronto car cette dernière ne possède pas encore de patinoire suffisamment grande pour pouvoir accueillir une équipe. Deux équipes de Toronto sont censées faire leurs débuts dans l'ANH pour la saison 1911-1912 mais la construction de la patinoire, l'Arena Garden, prend du retard et aucune des deux ne peut prendre part à cette saison,. Les deux équipes devant faire leurs débuts sont les « Torontos » ainsi qu'un groupe affilié au club de crosse de la ville : les Tecumsehs. Ce groupe achète donc les droits pour une franchise à John Ambrose O'Brien pour 500 dollars immédiatement et une promesse de 2000 de plus. 
Avant les débuts de la saison 1912-1913 de l'ANH, O'Brien annonce qu'il n'a jamais reçu le second versement et revend la franchise à un groupe mené par W.J. Bellingham de Montréal. Le gardien de but, Billy Nicholson, est engagé en tant que joueur, capitaine et dirigeant de l'équipe. Cette dernière compte dans ses rangs le futur membre du Temple de la renommée du hockey : George McNamara ainsi que son frère Howard McNamara. Le premier match joué par les Tecumsehs a lieu le 28 décembre 1912 contre les Wanderers de Montréal qui s'imposent 7-4 devant 5 000 fans. À l'issue des 20 rencontres de la saison, les Tecumshes se classent derniers avec une fiche de 7 victoires et 13 défaites.
En raison de difficultés financières, Bellingham décide de se séparer de la franchise qu'il revend à Tom Wall, de dernier renommant l'équipe les Ontarios de Toronto. Malgré le renfort de Jack McDonald et Fred Lake, les Ontarios ne font pas mieux lors de cette saison 1913-1914 avec seulement 4 victoires et 16 défaites. La franchise change une nouvelle fois de propriétaire étant achetée par Eddie Livingstone. Après le premier match de la saison 1914-1915, l'équipe des Ontarios prend le nom des Shamrocks, huit des joueurs de l'équipe étant d'origine irlandaise. Ce changement de nom ne réussit pas plus que ça à l'équipe qui se classe cinquième sur six de l'ANH avec seulement une victoire de plus que les Canadiens de Montréal. Ambitieux, Livingstone achète également les Blueshirts mais l'ANH lui demande de vendre un des clubs. Occupé à essayer de garder ses joueurs convoités par les équipes de l'Association de hockey de la Côte du Pacifique, Livingstone décide de ne conserver que les Blueshirts et arrête tout simplement les activités des Shamrocks.

## Résultats de l'équipe

### Classement des saisons
| Saison    | Classement | Nom                           | PJ | V | D  | BP | BC  |
| --------- | ---------- | ----------------------------- | -- | - | -- | -- | --- |
| 1912-1913 | 6/6        | Tecumsehs de Toronto          | 20 | 7 | 13 | 59 | 98  |
| 1913-1914 | 6/6        | Ontarios de Toronto           | 20 | 4 | 16 | 61 | 118 |
| 1914-1915 | 5/6        | Ontarios-Shamrocks de Toronto | 20 | 7 | 13 | 76 | 96  |

### Matchs après matchs
| Date        | Visiteur  | Score | Domicile  |
| ----------- | --------- | ----- | --------- |
| 28 décembre | Wanderers | 7-4   | Tecumsehs |
| 1er janvier | Canadiens | 4-3   | Tecumsehs |
| 4 janvier   | Tecumsehs | 5-3   | Québec    |
| 8 janvier   | Ottawa    | 1-4   | Tecumsehs |
| 11 janvier  | Toronto   | 2-5   | Tecumsehs |
| 15 janvier  | Tecumsehs | 1-6   | Toronto   |
| 22 janvier  | Tecumsehs | 4-3   | Ottawa    |
| 25 janvier  | Tecumsehs | 4-5   | Canadiens |
| 29 janvier  | Tecumsehs | 2-6   | Wanderers |
| 1er février | Québec    | 5-4   | Tecumsehs |
| 5 février   | Tecumsehs | 5-4   | Canadiens |
| 8 février   | Tecumsehs | 2-1   | Wanderers |
| 12 février  | Tecumsehs | 0-11  | Ottawa    |
| 15 février  | Tecumsehs | 0-8   | Québec    |
| 19 février  | Toronto   | 7-3   | Tecumsehs |
| 22 février  | Tecumsehs | 3-5   | Toronto   |
| 26 février  | Ottawa    | 3-4   | Tecumsehs |
| 1er mars    | Canadiens | 3-1   | Tecumsehs |
| 5 mars      | Wanderers | 10-3  | Tecumsehs |